# Etilene propilene fluorurato
L’Etilene propilene fluorurato (FEP) è un copolimero composto da esafluoropropilene e tretrafluoropropilene. Differisce dal politetrafluoroetilene (PTFE) in quanto termoplastico, quindi lavorabile con tradizionali tecniche di stampaggio a iniezione.
L'Etilene propilene fluorurato è stato inventato dalla DuPont e venduto sotto il nome commerciale di Teflon FEP. Altri nomi commerciali sono Neoflon FEP della Daikin o Dyneon FEP dalla Dyneon/3M.
Il FEP è un composto molto simile ad altri fluoropolimeri quali PTFE e PFA.
Come gli altri materiali della famiglia dei fluoropolimeri ha una caratteristica di antiaderenza e resistenza chimica, oltre ad essere molto trasparente e resistente ai raggi solari.

## Applicazioni
Come gli altri fluoropolimeri viene impiegato nella costruzione di cavi, ingranaggi sottoposti a particolari condizioni ambientali.
Grazie alle proprietà antiaderenti è impiegato come distaccante all'interno di stampi per resine epossidiche e compositi.
Grazie alle proprietà antiaderenti e di trasparenza ottica è utilizzato per costruire il fondo dei contenitori per resina nelle stampanti 3D che usano la tecnologia stereolitografica, che permette ai raggi UV di attraversarlo e solidificare la resina.
Il materiale, grazie ad un indice rifrattivo molto vicino a quello dell'acqua nelle lunghezze d'onda nel visibile (FEP: 1.344, Acqua: 1.335) viene impiegato come materiale di sostegno nella microscopia. Questa caratteristica minimizza aberrazioni ottiche quando la luce attraversa il materiale.